# 交野市立第三中学校
交野市立第三中学校（かたのしりつ だいさん ちゅうがっこう）は、大阪府交野市にある公立中学校。
1975年に交野市立第一中学校より分離開校した。大阪府の中学校としては珍しく給食を実施（学校給食センター方式）している。

## 沿革
- 1975年4月1日 - 交野市立第三中学校として開校。
- 1975年5月 - 校章制定。
- 1978年7月 - 校歌制定。
- 1980年3月 - 新校舎完成。
- 2000年4月 - 制服改定。

## 通学区域
- 交野市立星田小学校・交野市立妙見坂小学校・交野市立旭小学校の通学区域。

交野市 星田 1丁目-9丁目、星田北7丁目、南星台1丁目-5丁目、妙見坂1丁目-7丁目、妙見東1丁目-5丁目、星田山手1丁目-5丁目、星田西1丁目-5丁目、大字星田。

## 交通
- 片町線（学研都市線） 星田駅 南東へ約1.2km。

## 著名な出身者
- 勢翔太（大相撲力士）
- 武田太一（サッカー選手)